# Джордж Гордън Мийд
Джордж Гордън Мийд (на английски: George Gordon Meade; 31 декември 1815 – 6 ноември 1872) е генерал от армията на САЩ, участник в Мексиканско-американската война и Гражданската война.
Влиза в историята с това, че побеждава генерал Робърт Лий от силите на Юга в Битката при Гетисбърг през 1863. В началото на войната е капитан, но на 31 август 1861 е повишен в генерал по лична препоръка на губернатора на Пенсилвания. Първоначално командва запасни войски, заети с изграждането на защитни укрепления във Вашингтон. Качествата му обаче бързо са забелязани и скоро става една от водещите фигури на Съюзната Армия на Севера.
Освен с военните си успехи, Мийд, се занимава и с гражданско строителство и оставя след себе си множество морски фарове.